# Samuel Purdy
Samuel Purdy (*  1819 in New York City; † 17. Februar 1882 in San Francisco, Kalifornien) war ein US-amerikanischer Politiker. Zwischen 1852 und 1856 war er Vizegouverneur des Bundesstaates Kalifornien.

## Werdegang
Samuel Purdy stammte aus einer bekannten New Yorker Familie und wurde zum Architekten ausgebildet. Bereits seit 1849 war er in Kalifornien. Dort schlug er als Mitglied der Demokratischen Partei eine politische Laufbahn ein. 1851 wurde er erster Bürgermeister der Stadt Stockton.
Im selben Jahr wurde Purdy an der Seite von John Bigler zum Vizegouverneur des Staates Kalifornien gewählt. Dieses Amt bekleidete er zwischen dem 8. Januar 1852 und dem 9. Januar 1856. Dabei war er Stellvertreter des Gouverneurs und Vorsitzender des Staatssenats. Nach dem Ende seiner Zeit als Vizegouverneur bekleidete er verschiedene andere staatliche Ämter, darunter den Posten eines Steuerinspektors. Später war er mit der Aufsicht über den Bau des neuen Rathauses von San Francisco betraut. Dort ist er am 17. Februar 1882 auch verstorben.